# II. třída okresu Cheb
 II. třída okresu Cheb (okresní přebor II. třídy) tvoří s ostatními skupinami II. třídy osmou nejvyšší fotbalovou soutěž v České republice. Hraje se každý rok od léta do jara se zimní přestávkou. Na konci ročníku nejlepší dva týmy postupují do I. B třídy Karlovarského kraje (do skupiny B) a dva nejhorší týmy sestoupí do III. třídy okresu Cheb.

## Vítězové
| Ročník    | Vítězný tým                  |
| --------- | ---------------------------- |
| 2003/2004 | TJ Jiskra Aš „B“             |
| 2004/2005 | TJ Sokol Lipová              |
| 2005/2006 | TJ Jiskra Hazlov „B“         |
| 2006/07   | FC Rozvoj Trstěnice „B“      |
| 2007/08   | FC Vojtanov                  |
| 2008/09   | TJ Sokol Dolní Žandov        |
| 2009/10   | TJ Sokol Teplá               |
| 2010/11   | TJ Jiskra Ohara Studánka     |
| 2011/12   | TJ Sokol Lázně Kynžvart      |
| 2012/13   | TJ Sokol Lázně Kynžvart      |
| 2013/14   | TJ Sokol Lázně Kynžvart      |
| 2014/15   | TJ Jiskra Plesná             |
| 2015/16   | TJ Jiskra Sklo Union Hranice |
| 2016/17   | TJ Sokol Drmoul              |
| 2017/18   | TJ Jiskra Plesná             |
| 2018/19   |                              |